# At-Tauba (Syria)
At-Tauba (arab. التوبة) – miejscowość w Syrii, w muhafazie Hama. W 2004 roku liczyła 1045 mieszkańców.